# Coleophora atrilineella
Coleophora atrilineella é uma espécie de mariposa do gênero Coleophora pertencente à família Coleophoridae.